# Mouthe
Mouthe település Franciaországban, Doubs megyében. Lakosainak száma 1025 fő (2022. január 1.). Mouthe Rondefontaine, Chaux-Neuve, Petite-Chaux, Les Pontets, Reculfoz és Sarrageois községekkel határos.

## Népesség
A település népességének változása:
| Lakosok száma | 760  | 813  | 898  | 958  | 988  | 1055 | 1098 | 1047 | 1022 | 1025 |
|               | 1968 | 1982 | 1990 | 2006 | 2013 | 2015 | 2017 | 2019 | 2020 | 2022 |